# Galassie interagenti di Voroncov-Vel'jaminov
Le galassie interagenti di Voroncov-Vel'jaminov costituiscono un elenco di galassie interagenti incluse nell'Atlas i katalog vzaimodejstvujuščich galaktik redatto da Boris Voroncov-Vel'jaminov, R.I. Noskova e V.P. Archipova. Il catalogo è stato pubblicato dal Consiglio astronomico dell'Accademia delle scienze dell'URSS a partire dal 1959.

## Descrizione
L'atlante e il catalogo contengono 852 sistemi interagenti. La prima parte del catalogo è stata pubblicata nel 1959 e conteneva 355 galassie interagenti i cui campi gravitazionali si influenzano a vicenda e numerate da VV1 (Messier 51) a VV355 (IC 4271).
La seconda parte è stata pubblicata nel 1977 e includeva gli oggetti numerati da VV356 (NGC 310) fino a VV852 (IC 4630).
Nel 2001 sono state aggiunte altre 1162 galassie interagenti prese dal Morphological Catalogue of Galaxies di Voroncov-Vel'jaminov et al. Questi oggetti sono numerati da VV853 a VV2014.